# 中世フランス語
中世フランス語（ちゅうせいふらんすご、フランス語: moyen français）はフランス語の歴史的区分の一つである。中世フランス語は古フランス語に発し、のちに古典フランス語となった。時期としては中世後期の1340年頃から近世初期の1611年までにあたる。
この時期は以下のような変化の起こった過渡期であった。
- フランス語から名詞の曲用（性・数・格による変化）が失われ、語順によって文法機能が示されるようになった。
- フランス語が、競合関係にあった他のオイル諸語とはっきり区別されるようになった（フランス語自体もオイル諸語の一つであり、古フランス語期に関しては、オイル諸語全体を古フランス語（ancien français）と呼ぶ場合がある）。
- フランス語が、ラテン語・オイル諸語・オック諸語を斥けてフランス王国における公用語として使用を強制されるようになった。
- フランス語が文語として発達し、語彙および文法面で、17～18世紀における古典フランス語（français classique）の基となった。

## 歴史
中世フランス語に見られる古フランス語からの最も重要な変化は、名詞の曲用体系（性・数・格による活用体系）の完全な消滅である（この変化は古フランス語期からすでに何世紀にもわたって進行中であった）。主格と斜格（主格以外の格）にはもはや区別がなくなり、複数は単に語末に s を付すことで示されるようになった。曲用が消滅したことは、文法機能がもっぱら語順によって示されるようになったことと表裏一体であり、これらは大枠で現代フランス語の統辞法に通ずる（もっとも16世紀までは動詞が文中の第2位に位置するV2語順が存在していた）。
エリート層にあっては依然としてラテン語が教育や文書行政の言語であった。この状況が変化するのは1539年に国王フランソワ1世がヴィレル＝コトレ勅令を発し、法律の条文に用いられる言語をフランス語のみと定めて以後のことである。この時フランス全土ではロマンス語のさまざまな地域変種がいまだ隆盛を誇っていた。たとえば南仏ではオック諸語が支配的であり、中東部ではフランコ＝プロヴァンス語が優勢であったほか、北フランスでは中世フランス語以外のオイル諸語もひきつづき話されていた。そのため、ヴィレル＝コトレ勅令により行政上の言語として使用を強制された中世フランス語は、方言としての特徴的な要素を削ぎとられ一般化された方言であって、他の方言に対して淘汰の過程で勝利を収めた方言ではないと現代の言語学では考えられている。
古典への憧憬から、ラテン語・ギリシア語から多数の借用語が導入されたが、そのため古フランス語からの豊かな語彙を毀損することもあった。多数の新語がラテン語を語源として造られたほか、学者によってフランス語の綴りがラテン語の語源に適うよう変えられることもあったが、常に正確に行われたわけではなかった。これらのことはしばしば綴りと発音がはげしく食いちがう原因となった。
いわゆるイタリア戦争におけるフランスのイタリアへの外征と、フランス宮廷におけるイタリア人の存在（ダ・ヴィンチに代表される）は、フランス人にイタリア・ルネサンスとの接触をもたらした。多数の軍事用語（alarme、cavalier、espion、infanterie、camp、canon、soldat など）や芸術用語（特に建築分野における arcade、architrave、balcon、corridor、また文芸分野では sonnet など）がイタリアから持ち込まれたが、この傾向は古典フランス語期にも一貫して続くことになる。他に外国語に由来する語彙としては、スペイン語（casque）やドイツ語（reître）、新大陸からのもの（cacao、hamac、maïs）がある。なお、当然ながら古フランス語から連続する語彙の多くも意味や用法を変化させた。
英語にはかつてアングロ＝ノルマン語に被った影響からフランス語やノルマン語に由来する語彙が残っているが、そのようなロマンス系の語彙にはこの時期に戦争や通商を通じてフランスに戻り、二重語となったものもあった。
この時期における綴り方や句読法は極度に混乱しており、1470年に印刷技術が持ち込まれると綴り字改良の必要性が浮き彫りとなった。ジャック・ペルチエ・デュ・マンの提案した改良はその一つで、デュ・マンは発音に即した綴り方を発展させ、その綴り方に用いる新たな印刷記号を導入したが、この改革は続かなかった。ロベール・エティエンヌによるフランス語の最初期の文法書や仏羅辞典（1539年）の出版もこの時期のことである。
17世紀の初めになると、中世フランス語はフランス語の統一に向けて形態面での抑圧と文法面での規定とを持続的に受けるようになり、古典フランス語となっていった。

## 文学
中世フランス語は、ヴィヨン、マロ、ラブレー、モンテーニュ、ロンサール、プレイヤード派の詩人たちの作品が書かれた言語である。
フランス語の擁立と称賛は、詩人デュ・ベレーの『フランス語の擁護と顕揚』（1549年）にそのもっとも明確な形を見出すことができる。『擁護と顕揚』は、フランス語が（ペトラルカやダンテの用いたトスカナ方言同様に）文学的表現に値する言語であることを主張し、フランス語による創造とフランス語の純化の計画（ラテン文学の諸ジャンルの模倣を含む）を宣べたものである。